# Cheilosia pubera
Cheilosia pubera es una especie de sírfido. Se distribuyen por Europa.